# Teateråret 1949

## Händelser

### Okänt datum
- Folketshus Teatern i Stockholm lägger ner verksamheten.
- Lorens Marmstedt tar över verksamheten vid Intiman i Stockholm.

## Årets uppsättningar

### Februari
- 8 februari - Anders de Wahl firar sin 80-årsdag med att spela "Markurells i Wadköping" på Dramaten [1].
- 11 februari – Svensk premiär "Annie Get Your Gun",[2] på Stora teatern i Göteborg

### Mars
- 3 mars - August Strindbergs pjäs Toten-Insel har urpremiär i SR i Stockholm [3].

### April
- 9 april – Stig Dagermans dramatisering av sin egen roman Bränt barn, Ingen går fri har premiär på Malmö stadsteater med författaren själv som regissör.[4]

### Okänt datum
- Walentin Chorell pjäs Fabian öppnar portarna har urpremiär på Svenska Teatern i Helsingfors 7 april och premiär i Sverige på Dramatens Studio i Stockholm 6 september.
- Herbert Grevenius pjäs Lunchrasten uruppfördes på Göteborgs stadsteater.
- Tennessee Williams pjäs Linje Lusta (A Streetcar Named Desire) har svensk premiär på Dramaten.
- Elsa Appelquists radiopjäs Mamma gör revolution sänds i Sveriges Radio.
- Herbert Grevenius pjäs Lunchrasten uruppfördes på Göteborgs stadsteater.
- Benjamin Brittens opera Lucretia har svensk premiär på Stora teatern i Göteborg.

## Avlidna
- 20 juni – Anna-Lisa Lindahl, 62, svensk skådespelare.
- 21 november – John Ekman, 69, svensk skådespelare.